# Седма црногорска омладинска бригада
Седма црногорска омладинска бригада "Будо Томовић" формирана је 30. децембра 1943. у Колашину, наредбом штаба Другог ударног корпуса НОВЈ. Од оснивања до краја рата борила се у саставу Треће ударне дивизије НОВЈ.
Према информацији штаба 2. корпуса од 28. новембра 1943. године, бригада је требало да броји око 800 бораца, а у састав, поред постојећег Омладинског батаљона требало је да уђе и 170 бораца Дурмиторскoг, 130 бораца Зетског, 100 бораца Ловћенског, 50 бораца Никшићког и 180 бораца Комског НОП одреда. Формирање је предвиђено за 20. децембар у Пљевљима. Међутим, пошто су Пљевља у међувремену напали и заузели Немци, бригада је формирана у Колашину, а на дан формирања било је присутно само око 600 бораца. Састав бригада комплетиран је током наредних недеља.

## Борбени пут бригаде
Бригада је у саставу своје дивизије учествовала у борбама против немачких, четничких, као и снага муслиманске милиције под командом штаба 21. армијског корпуса Друге оклопне армије. Током операције Фрилингсервахен бригада се истакла у противнападу снага НОВЈ и 5. маја 1944. поново је ослободила Беране након тронедељне окупације.
Током операције Рибецал бригада је учествовала у упорној одбрани од немачко-четничких напада на узлетиште Брезна код Никшића са којег су савезници у болнице у Италији 22. августа 1944. евакуисали 1.059 рањеника НОВЈ. Након окончања евакуације, 7. омладинска бригада у противнападу је уништила четнички Гвоздени пук, наневши му, према извештају бригаде, губитке од око 350 мртвих и око 180 заробљених.
Током Пробоја Армијске групе Е октобра и новембра 1944, 7. омладинска бригада учествовала је у задржавајућој одбрани и бочним нападима у области Сјенице. Након тога, крајем новембра и у децембру 1944, била је ангажована у врло оштрим борбама против пробоја немачког 21. корпуса и четника Павла Ђуришића из Подгорице, а током јануара 1945. у њиховом гоњењу према Сарајеву.
Након учешћа у Сарајевској и Карловачкој операцији, бригада је ратни пут окончала 11. маја 1945. код Зиданог Моста, где је у саставу дивизије принудила на предају и разоружала главнину 7. СС дивизије и делове 22. и 11. ваздухопловне пољске дивизије, као и већу групу снага НДХ и четника. Бригада је заробила команданта 7. СС дивизије, ратног злочинца Аугуста Шмитхубера.
Према прикупљеним подацима објављеним у монографији бригаде, током рата погинуло је 439 бораца бригаде чији су биографски подаци наведени у монографији.